# To the Shores of Iwo Jima
To the Shores of Iwo Jima ist ein US-amerikanischer Dokumentarfilm aus dem Jahr 1945.

## Handlung
Thema des Films ist der US-amerikanische Angriff auf die Vulkaninsel Iwojima 1945, im letzten Jahr des Pazifikkrieges gegen Japan. Anhand von Karten wird der taktische Wert dieser Insel gezeigt. Ein großer Bomber benötigte von dort aus nur noch vier Stunden Flugzeit bis nach Japan. Der Angriff beginnt mit dem Beschuss durch die Schiffsartillerie und Bombardierung aus der Luft. Dann landen die Marines. Heftiger Widerstand der japanischen Verteidiger erschwert das Vorankommen. Sie haben sich in unzähligen Stellungen und Bunkern verschanzt und sind für die Angreifer nahezu unsichtbar. Der Tonfall des Filmkommentars ist verhalten; die Schwierigkeiten des Unternehmens werden sehr deutlich dargestellt. Amerikanische Verwundete und auch Tote sind zu sehen.
Zwar kann bald die US-Flagge auf dem Mount Suribachi im Süden gehisst werden, jedoch haben die US-Truppen einen Monat zu kämpfen, bis die Insel unter ihrer Kontrolle ist. Am Ende gibt der Sprecher bekannt, dass die Eroberung von Iwojima rund 4000 US-Soldaten das Leben gekostet hat.

## Auszeichnungen
1946 wurde der Film in der Kategorie Bester Dokumentar-Kurzfilm für den Oscar nominiert.

## Hintergrund
Uraufgeführt wurde der Film am 7. Juni 1945.
Produziert wurde der Film vom US Government Office of War Information. Die Nachbearbeitung (Post Production) übernahm Warner Bros.
Die Originalaufnahmen wurden mit Handkameras von Captain Karl T. Soule jr., Warrant Officer Horman T. Hatch, Warrant Officer Norman T. Hatch und First Lieutenant Herb Schlosberg vom US Marine Corps sowie von Lieutenant Commander John McLain und Lieutenant David Hopkins von der US Navy gemacht.
Der Titel ist eine Anspielung auf die Textzeile To the Shores of Tripoli aus der Hymne des Marine-Corps.